# 빌 우드러프
빌 우드러프(Bille Woodruff)는 미국의 뮤직비디오 및 영화 감독이다.

## 참여 작품

### 영화
- 허니 (2003년 영화)
- 뷰티 샵
- 브링 잇 온 5: 파이팅은 끝까지
- 허니 2

### 텔레비전
- 섀도우 헌터스: 더 모탈 인스트루먼트
- 스타 (미국의 드라마)
- 엠파이어 (2015년 드라마)
- 클로스 (드라마)
- 블랙 라이트닝 (드라마)
- 피어 더 워킹 데드
- 옐로우재킷 (드라마)
- 어 밀리언 리틀 씽즈
- 뱀파이어 아카데미 (드라마)